# Pragmatischer Konstruktivismus
Der lernpsychologische Konstruktivismus als eine Theorie der Wahrnehmung, des Erkennens und des Wissens macht Aussagen über die Natur des  Wissenserwerbs. Als Erkenntnis- und Lerntheorie wird er deshalb auch in vielen Bereichen der Pädagogik diskutiert.
Der Pragmatische Konstruktivismus versucht, die scheinbar gegensätzlichen Begriffe  Konstruktion und Instruktion miteinander in Beziehung zu setzen und geht auf die philosophische Richtung des Pragmatismus zurück. Zur Diskussion der philosophischen Konstruktivismus-Theorien siehe: Konstruktivismus (Philosophie).
Der Begründer des pragmatischen Konstruktivismus in der Fremdsprachen-Didaktik ist Klaus Müller.
Der Interaktionistische Konstruktivismus von Kersten Reich weist starke Bezüge zum Pragmatismus auf. Bei ihm sind diese Bezüge jedoch mehr theoretisch ausgearbeitet.